# Olympische Winterspiele 1994/Teilnehmer (Trinidad und Tobago)
| Gelbes Symbol für Goldmedaillen mit stilisierten Olympischen Ringen | Graues Symbol für Silbermedaillen mit stilisierten Olympischen Ringen | Braundes Symbol für Bronzemedaillen mit stilisierten Olympischen Ringen |
| ------------------------------------------------------------------- | --------------------------------------------------------------------- | ----------------------------------------------------------------------- |
| —                                                                   | —                                                                     | —                                                                       |

Trinidad und Tobago nahm an den Olympischen Winterspielen 1994 im norwegischen Lillehammer mit zwei Athleten teil.
Es war die erste Teilnahme des Landes an Olympischen Winterspielen, eine Medaille konnte dabei nicht gewonnen werden.

## Flaggenträger
Der Bobfahrer Gregory Sun trug die Flagge Trinidad und Tobagos während der Eröffnungsfeier im Skisprungstadion.

## Übersicht der Teilnehmer

### Bob
| Athleten                 | Wettbewerb | Lauf 1  | Lauf 1 | Lauf 2  | Lauf 2 | Lauf 3  | Lauf 3 | Lauf 4  | Lauf 4 | Gesamt      | Gesamt |
| Athleten                 | Wettbewerb | Zeit    | Rang   | Zeit    | Rang   | Zeit    | Rang   | Zeit    | Rang   | Zeit        | Rang   |
| ------------------------ | ---------- | ------- | ------ | ------- | ------ | ------- | ------ | ------- | ------ | ----------- | ------ |
| Männer                   |            |         |        |         |        |         |        |         |        |             |        |
| Gregory Sun Curtis Harry | Zweierbob  | 55,09 s | 38     | 54,88 s | 37     | 55,14 s | 38     | 55,13 s | 37     | 3:40,24 min | 37     |